# Алфундан
Алфундан (порт.  Alfundão) — фрегезия (район) в муниципалитете Феррейра-ду-Алентежу округа Бежа в Португалии. Территория – 51,9 км². Население – 998 жителей. Плотность населения – 19,2 чел/км².